# Handgepäck I
Handgepäck I ist das achte Studioalbum des deutschen Popsängers und Rappers Clueso. Es erschien am 24. August 2018 bei Vertigo Records.

## Hintergrund
Das aus 18 Titeln bestehende Studioalbum Handgepäck I ist ein Akustikalbum, dessen Stücke Clueso über sieben Jahre hinweg auf Reisen gesammelt hat. Das Album enthält zwei Coverversionen, so Vier Jahreszeiten an einem Tag (Four Seasons in One Day) von der australisch-neuseeländische Rockband Crowded House und Wenn ein Mensch lebt von der deutschen Rockband Puhdys.
Die Titel Du und ich (15. Juni 2018), Vier Jahreszeiten an einem Tag (13. Juli 2018), Wie versprochen (3. August 2018) und Auf Kredit (17. August 2018) erschienen als Single. Der Regisseur Baris Aladag nahm mit ihm gemeinsam ein Musikvideo zu den Singles Du und ich und Vier Jahreszeiten an einem Tag auf, Dennis Schmelz drehte mit ihm das Video zu Wie versprochen.
Das Frontcover zeigt eine Schwarzweißfotografie einer Außerortsstraße. Oben links ist in schwarzer Schrift der Künstlername Clueso und rechts über der Fotografie ist der Albentitel zu lesen.

## Titelliste
| #  | Titel                                                                            | Autor(en)                                                  | Produzent(en) | Länge |
| -- | -------------------------------------------------------------------------------- | ---------------------------------------------------------- | ------------- | ----- |
| 1  | Aufbruch                                                                         | Clueso                                                     | Clueso        | 1:08  |
| 2  | Wie versprochen                                                                  | Clueso, Daniel Flamm                                       | Clueso        | 3:44  |
| 3  | Vier Jahreszeiten an einem Tag (Cover von Crowded House Four Seasons in One Day) | Clueso, Norman Sinn, Neil Mullane Finn, Brian Timothy Finn | Clueso        | 2:51  |
| 4  | Waldrandlichter                                                                  | Clueso, Norman Sinn, Angus Stone                           | Clueso        | 3:18  |
| 5  | Stein                                                                            | Clueso, Tim Neuhaus                                        | Clueso        | 2:40  |
| 6  | Einfache Fahrt                                                                   | Clueso, Tim Neuhaus, Daniel Flamm, Erez Frank              | Clueso        | 3:12  |
| 7  | Zwischenstopp                                                                    | Clueso                                                     | Clueso        | 1:30  |
| 8  | Du und ich                                                                       | Clueso                                                     | Clueso        | 3:13  |
| 9  | Wenn ein Mensch lebt (Cover von Puhdys Wenn ein Mensch lebt)                     | Peter Gotthardt, Ulrich Richard Plenzdorf                  | Clueso        | 3:07  |
| 10 | Wüste                                                                            | Clueso                                                     | Clueso        | 2:00  |
| 11 | Landstreicher                                                                    | Clueso, Daniel Flamm                                       | Clueso        | 1:27  |
| 12 | Zimmer 102                                                                       | Clueso, Christoph Bernewitz                                | Clueso        | 4:07  |
| 13 | Kurz vor Abflug                                                                  | Clueso, Daniel Flamm                                       | Clueso        | 4:02  |
| 14 | Auf Kredit                                                                       | Clueso, Baris Aladag                                       | Clueso        | 4:27  |
| 15 | Es ist schon spät                                                                | Clueso, Tim Neuhaus                                        | Clueso        | 2:04  |
| 16 | Dünnes Eis                                                                       | Clueso, Christoph Bernewitz, Baris Aladag                  | Clueso        | 3:31  |
| 17 | Morgen ist der Winter vorbei                                                     | Clueso, Daniel Flamm                                       | Clueso        | 3:19  |
| 18 | Paris                                                                            | Clueso, Jan Roth                                           | Clueso        | 4:23  |

## Rezeption

### Rezensionen
Stefan Mertlik, Musikkritiker von laut.de, befand, Clueso liefere auf seinem achten Studioalbum Handgepäck I „[…] melodischen Gitarrenpop ab, der für die beste Sendezeit im Radio abonniert ist. Abenteuerlicher fällt hingegen die inhaltliche Idee von „Handgepäck I“ aus.“ Zudem kam Mertlik zu der Ansicht, Clueso trage den „DIY-Gedanken des Hip-Hop“ noch in sich.

### Charts und Chartplatzierungen
Handgepäck I stieg am 31. August 2018 auf Rang eins der deutschen Albumcharts ein und erreichte damit zugleich seine beste Platzierung. Das Album konnte sich insgesamt 22 Wochen in den Charts platzieren, letztmals auf Platz 93 in der Chartausgabe vom 4. Januar 2019. In Österreich platzierte sich Handgepäck I am 7. September 2018 für eine Woche auf Rang 17. In der Schweizer Hitparade platzierte sich das Album ab dem 2. September 2018, wo es mit Rang zwölf seine Höchstnotierung hatte. Es war vier Wochen dort in den Charts, ehe es die Charts in der Woche vom 23. September 2018 auf Platz 85 verließ.
| ChartsChartplatzierungen | Höchstplatzierung | Wochen |
| ------------------------ | ----------------- | ------ |
| Deutschland (GfK)        | 1 (9 Wo.)         | 9      |
| Österreich (Ö3)          | 17 (1 Wo.)        | 1      |
| Schweiz (IFPI)           | 12 (4 Wo.)        | 4      |

| ChartsJahrescharts (2018) | Platzierung |
| ------------------------- | ----------- |
| Deutschland (GfK)         | 82          |